# داستان شگفت‌انگیز عشق منحصربه‌فرد
داستان شگفت‌انگیز عشق منحصر به فرد (به هندی: Ajab Prem Ki Ghazab Kahani) فیلمی محصول سال ۲۰۰۹ و به کارگردانی راجکومار سانتوشی است. در این فیلم بازیگرانی همچون کاترینا کایف، رانبیر کاپور، آپن پاتل، سلمان خان، دالی بیندرا، ذاکر حسین ایفای نقش کرده‌اند.